# L'Espresso
L'Espresso је италијански недељник. Тренутно је један од најцењениијих недељника, осим Панораме. Откад Панораму по други пут купио Силвио Берлускони, сматра се да је ово једини независни политички магазин. Тренутни тираж му је 1.290.000 примерака.
Новине су први пут објављене 1955. године, у Риму.